# Anders Daun
Per Anders Daun (ur. 20 kwietnia 1963 w Borås) – szwedzki skoczek narciarski. Najlepsze wyniki w Pucharze Świata osiągnął w sezonie 1981/1982, kiedy zajął 29. miejsce w klasyfikacji generalnej.
Wystąpił na mistrzostwach świata w Oslo, Seefeld in Tirol i Oberstdorfie oraz igrzyskach w Calgary, ale bez sukcesów.

## Puchar Świata

### Miejsca w klasyfikacji generalnej
- sezon 1979/1980: –
- sezon 1980/1981: –
- sezon 1981/1982: 29.
- sezon 1982/1983: –
- sezon 1983/1984: –
- sezon 1984/1985: –
- sezon 1985/1986: –
- sezon 1986/1987: –
- sezon 1987/1988: 64.

## Igrzyska olimpijskie
- Indywidualnie
  - 1988 Calgary (CAN) – 21. miejsce (duża skocznia), 27. miejsce (normalna skocznia)

## Mistrzostwa świata
- Indywidualnie
  - 1982 Oslo (NOR) – 8. miejsce (duża skocznia), 10. miejsce (normalna skocznia)
  - 1985 Seefeld (AUT) – 56. miejsce (duża skocznia), 56. miejsce (normalna skocznia)
  - 1987 Oberstdorf (RFN) – 59. miejsce (normalna skocznia)